# Фридрих II фон Байхлинген
Фридрих II фон Байхлинген (на немски: Friedrich II von Beichlingen; † декември 1189) е граф на Байхлинген.

## Произход
Той е син на граф Фридрих I фон Байхлинген († 1159) и съпругата му Хеленбург фон Глайхен-Тона († сл. 1188), дъщеря на граф Ернст I фон Глайхен († 1151). Баща му Фридрих I е убит пр. 18 декември 1159 г.

## Фамилия
Фридрих II фон Байхлинген се жени за фон Баленщет, внучка на Албрехт I фон Бранденбург „Мечката“, дъщеря на граф Адалберт III фон Баленщет († 1173) и Аделхайд фон Ветин († 1181). Те имат децата:
- Фридрих II (III) фон Байхлинген († 1218), граф на Байхлинген, женен за Елизабет фон Хенеберг (* 1188; † сл. 1210), дъщеря на граф Попо VI/XII фон Хенеберг († 1190) и принцеса София Баварска фон Андекс–Истрия († 1218)
- Фридрих I фон Ротенбург († сл. 1216), граф на Ротенбург, женен за фон Арнщайн, дъщеря на Валтер III фон Арнщайн († ок. 1196) и Гертруд фон Баленщет († сл. 1194)
- Херман фон Байхлинген († 1219)